# Knut von Troil
Knut von Troil, född den 4 september 1760 i Uppsala, död den 4 oktober 1825, under en resa, i Stockholm, var en finländsk friherre, militär och ämbetsman. Han var son till Samuel Troilius och halvbror till Uno von Troil.
von Troil ingick tidigt i krigstjänst samt blev löjtnant vid Nylands dragoner 1783 och kapten 1785. Han var under Gustav III:s ryska krig en av undertecknarna av Anjalaförbundsskriften av den 12 augusti 1788, kallades med anledning därav och av sitt deltagande i övrigt i Anjalaförbundet inför krigsrätt och dömdes 1790 till döden, men benådades av kungen, som till och med gav honom tillåtelse att som kapten delta i samma års fälttåg. Han tog 1796 avsked från krigstjänsten med generaladjutants rang och befordrades 1806 till landshövding i Åbo och Björneborgs län, vilken plats han innehade, då 1808–1809 års krig utbröt. Hans handlingssätt under kriget har blivit olika bedömt. Han gick segrarna till mötes, manade invånarna i länet att iaktta fullkomligt lugn och mottog i maj 1808 en rysk orden. Gustav IV Adolf avsatte honom från landshövdingeämbetet, men denna åtgärd upphävdes av den ryske befälhavaren von Buxhoevden. I fråga om den Finska deputationens tillsättande understödde han i skrivelse till von Buxhoevden med eftertryck de av valmännen i Åbo gjorda invändningarna mot, att deputationen skulle anses som en nationalrepresentation. von Troil kallades 1809, på grund av samtliga ständers val vid Borgå lantdag, till medlem av regeringskonseljens ekonomidepartement och erhöll samma år friherrlig värdighet. Efter Gustaf Mauritz Armfelts död utsågs von Troil 1814 till ordförande i kommittén för finska ärendena i Sankt Petersburg, men hans verksamhet på denna post blev till följd av sjuklighet föga ingripande. Han utnämndes till geheimeråd 1816, erhöll från 1818 gång på gång tjänstledighet och tog avsked 1821.
Från en av hans söner, Samuel Werner von Troil (1798–1865), härstammar de i Finland nu levande medlemmarna av ätten von Troil.